# Fluröd
Fluröd ist ein Gemeindeteil des Marktes Moosbach im Oberpfälzer Landkreis Neustadt an der Waldnaab, Bayern.

## Geographische Lage
Die Einöde Fluröd liegt etwa 2 Kilometer östlich von Moosbach.

## Geschichte
Fluröd wurde 1834 neu errichtet und 1844 für 4300 Gulden an Johann Adam Hanauer verkauft, dessen Nachfahre Georg Hanauer Mitte des 19. Jahrhunderts aus Rom die Reliquie des  heiligen Aurelius für die Pfarrkirche in Moosbach mitbrachte.
Zum Stichtag 23. März 1913 (Osterfest) wurde Fluröd als Teil der Pfarrei Moosbach mit zwei Häusern und neun Einwohnern aufgeführt.
Am 31. Dezember 1990 hatte Fluröd sieben Einwohner und gehörte zur Pfarrei Moosbach.